# Нуклеарна електранa Запорожје
Нуклеарна електране Запорожје (укр. Запорізька атомна електростанція, рус. Запорожская атомная электростанция) у југоисточна Украјини је највећа нуклеарна електрана у Европи и међу 10 највећих на свету.  

## Техничка својства
Електрана има 6 ВВЕР-1000 реактора са водом под притиском, сваки пуњен са 235U и који производе 950 MWe, за укупну излазну снагу од 5,700 MWe. Првих пет реактора су редом додавани на електроенергетску мрежу између 1985. и 1989, а шести је додат 1995. Ова електрана је производила скоро половину украјинске електричне енергије добијене из нуклеарне енергије и више од петину електричне енергије произведене у Укрјајини. Термоелектрана Запорожје се налази у близини.

## Историја
Изградио ју је Совјетски Савез близу града Енергодара, на јужној обали Каховског језера на реци Дњепар. Електраном је до руке инвазије на Украјину управљао Енергоатом, који управља са три друге украјинске нуклеарне електране. Руска војска је 4. марта 2022, током руске инвазије на Украјину заузела и нуклеарну електрану и термоелектрану. Електраном је руковало украјинско особље, под руском контролом све до 11. септембра 2022. када је искључен шести реактор. Од 12. марта 2022. електраном управља руска компанија Росатом. Од тада електрана углавном не ради и не производи електричну енергију.